# Nerežišća
Nerežišća je vesnice a opčina se 606 obyvateli ve vnitrozemí chorvatského ostrova Brač. Leží v nadmořské výšce 382 m. Kromě vlastní vesnice k opčině náleží sídla Donji Humac a Dračevica.

## Historie
Osídlení v okolí obce je patrné z dosud ne zcela prozkoumaných vykopávek minimálně od 7. století. Současná vesnice, přirozeně chráněná díky své poloze ve středu ostrova před přímými útoky pirátů z moře, byla od 10. století do 18. století správním střediskem Brače. Nerežišća byla sice piráty poničena roku 1277, avšak na rozdíl od jiných obcí na pobřeží nebyla opevněna.
Dne 8. května 2020 bylo ve vesnici zaznamenáno 22 případů nákazy nemocí covid-19, což zapříčinilo uzavření celého ostrova Brač do karantény.

## Památky a zajímavosti
- Kostel Panny Marie Karmelské (Gospe Karmelske). Původně gotický kostel ze 13. století s renesanční přístavbou z 15. a 16. století, přestavěl v letech 1726–1750 do dnešní barokní podoby trogirský architekt Ignacije Macanović
- Gotický kostel sv. Markéty (sveta Margarita) ze 14. století
- Románský kostelík sv. Petra (sveti Petar) s gotickými prvky ze 14. století
- Fragmenty knížecího paláce (Knežev dvor), který byl založen v roce 1431 a rozkládal se v místech dnešního nejvýše umístěného ze tří náměstí v obci
- Historické domy místní šlechty a charakteristické malé domky zemědělců
- Kolać – chráněný skalní útvar nedaleko vesnice
- Nerežiške vode – systém nádrží nedaleko vesnice zachycujících vodu, které je na ostrově nedostatek